# Haunted
"Haunted" je pjesma američkog sastava Evanescence s njihova prvog studijskog albuma Fallen koji im je donio svjetsku slavu. Inspiraciju za "Haunted" Amy Lee je pronašla u priči koju je napisao Ben Moody.